# Subnéolithique
 (janvier 2022).
Si vous disposez d'ouvrages ou d'articles de référence ou si vous connaissez des sites web de qualité traitant du thème abordé ici, merci de compléter l'article en donnant les références utiles à sa vérifiabilité et en les liant à la section « Notes et références ».
Le terme subnéolithique est utilisé dans le lexique archéologique pour désigner les peuples, qui, tout en étant en contact avec des groupes agriculteurs néolithiques, restent attachés à leurs pratiques traditionnelles de chasseurs-cueilleurs, et n'intègrent que quelques éléments néolithiques secondaires, comme la poterie. 